# Diana Șoșoacă
Diana Iovanovici-Șoșoacă (ur. 13 listopada 1975 w Bukareszcie) – rumuńska polityk i prawniczka, senator, posłanka do Parlamentu Europejskiego X kadencji.

## Życiorys
Studiowała prawo na Universitatea Româno-Americană. Po uzyskaniu uprawnień zawodowych podjęła praktykę w zawodzie adwokata w Bukareszcie.
Rozpoznawalność zyskała w 2020 po opublikowaniu w serwisach społecznościowych (jak Facebook) wiadomości, w których krytykowała i sprzeciwiała się ograniczeniom wprowadzanym w ramach zwalczania pandemii COVID-19. Związała się ze skrajnie prawicową partią PNR. Z jej rekomendacji w 2020 wystartowała do Senatu z listy Sojuszu na rzecz Jedności Rumunów, uzyskując mandat senatora z okręgu Jassy. W lutym 2021, kilka miesięcy po rozpoczęciu kadencji, została wykluczona z frakcji sojuszu za nieprzestrzeganie dyscypliny klubowej. W maju 2022 dołączyła do partii SOS Rumunia, założonej w listopadzie 2021. Objęła funkcję przewodniczącej tego ugrupowania.
W trakcie pandemii COVID-19 stała się jedną z głównych propagatorek teorii antyszczepionkowych. Opowiedziała się również za wystąpieniem Rumunii z Unii Europejskiej. Stała się także rozpoznawalna jako polityk prorosyjski. Rosyjska rządowa agencja informacyjna Sputnik w 2021 przyznała jej tytuł polityka roku w Rumunii. Po rozpoczęciu w 2022 rosyjskiej inwazji publicznie krytykowała napadniętą Ukrainę i jej prezydenta, nazywając go nazistą. W kwietniu tego samego roku wraz z trojgiem innych parlamentarzystów udała się do rosyjskiej ambasady celem propagowania stanowiska o rumuńskiej neutralności, co spotkało się z negatywną reakcją ze strony oficjalnie wspierającego Ukrainę rumuńskiego rządu. W 2023 ukraińskie władze umieściły ją na liście osób stanowiących zagrożenie dla bezpieczeństwa tego państwa. W lutym 2023 oskarżyła Stany Zjednoczone o wywołanie trzęsień ziemi w Turcji i Syrii przy użyciu broni sejsmicznej.
W wyborach europejskich w 2024 otwierała listę swojej formacji; w wyniku głosowania uzyskała mandat posłanki do PE X kadencji. Podczas inauguracyjnej sesji Parlamentu Europejskiego w lipcu 2024 założyła na twarz kaganiec i okrzykami zakłócała prowadzenie obrad, w związku z czym została wyprowadzona z sali plenarnej przez funkcjonariuszy służby porządkowej. Planowała wystartować także w wyborach prezydenckich w tym samym roku, jednak w październiku 2024 jej kandydatura została zablokowana przez Trybunał Konstytucyjny (większością 5 do 2 głosów). W uzasadnieniu decyzji wskazano, że jej publiczne wypowiedzi uzasadniają obawę, że jej ewentualna prezydentura zagrażałyby członkostwu Rumunii w UE i NATO. Rozstrzygnięcie to spotkało się z szeroką krytyką (w tym ze strony współrządzącej PNL). Zarzucano m.in., że było motywowane politycznie i ukierunkowane na wsparcie kandydata PSD. W wyborach krajowych w tym samym roku ponownie uzyskała mandat senatora (zrezygnowała jednak z jego objęcia). W marcu 2025 odmówiono zarejestrowania jej kandydatury w kolejnych wyborach prezydenckich.